# Hattori Toshihiro
Hattori Toshihiro (服部 年宏 sinh ngày 23 tháng 9 năm 1973) là một cựu cầu thủ bóng đá Nhật Bản. Anh từng thi đấu cho đội tuyển bóng đá quốc gia Nhật Bản.

## Thống kê sự nghiệp
| Đội tuyển bóng đá Nhật Bản | Đội tuyển bóng đá Nhật Bản | Đội tuyển bóng đá Nhật Bản |
| Năm                        | Trận                       | Bàn                        |
| -------------------------- | -------------------------- | -------------------------- |
| 1996                       | 1                          | 0                          |
| 1997                       | 1                          | 0                          |
| 1998                       | 5                          | 0                          |
| 1999                       | 5                          | 0                          |
| 2000                       | 12                         | 1                          |
| 2001                       | 11                         | 1                          |
| 2002                       | 5                          | 0                          |
| 2003                       | 4                          | 0                          |
| Tổng cộng                  | 44                         | 2                          |